# Carvalhedo

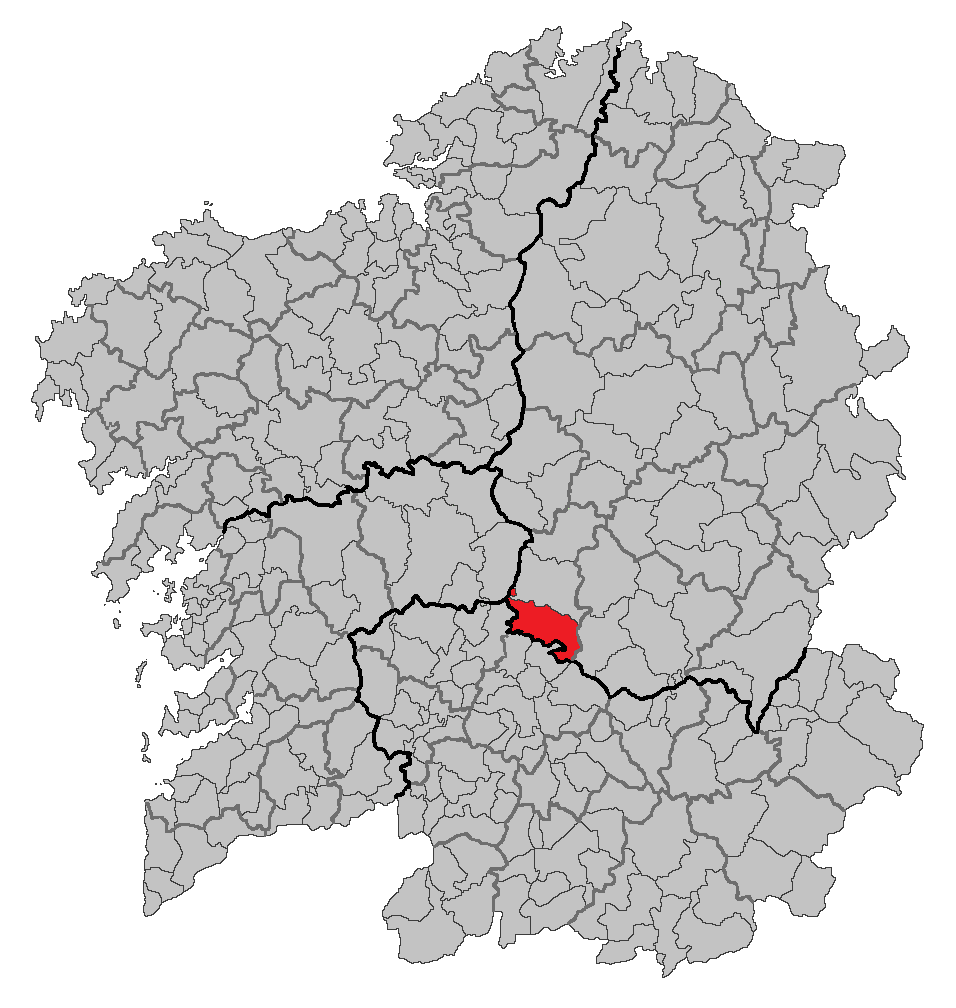
Localização de Carballedo

Carvalhedo (Carballedo) é um município da Espanha na província 
de Lugo, 
comunidade autónoma da Galiza, de área  km² com 
população de 2886 habitantes (2007) e densidade populacional de 21,88 hab/km².

## Demografia
| Variação demográfica do município entre 1991 e 2004 | Variação demográfica do município entre 1991 e 2004 | Variação demográfica do município entre 1991 e 2004 | Variação demográfica do município entre 1991 e 2004 |
| --------------------------------------------------- | --------------------------------------------------- | --------------------------------------------------- | --------------------------------------------------- |
| 1991                                                | 1996                                                | 2001                                                | 2004                                                |
| 4197                                                | 3517                                                | 3080                                                | 3055                                                |